# Kazimierz Chłapowski (1832–1916)
Kazimierz Chłapowski, baron herbu Dryja (ur. 24 grudnia 1832 w Turwi, zm. 5 marca 1916 w Poznaniu) – ziemianin, polski działacz gospodarczy i polityk konserwatywny, poseł do niemieckiego Reichstagu oraz członek pruskiej Izby Panów

## Życiorys
Ukończył Liceum Ogólnokształcące św. Marii Magdaleny w Poznaniu oraz szkołę wojskową w Berlinie. Odbył podróż edukacyjną po Anglii i Francji, zapoznając się z nowymi metodami gospodarowania w rolnictwie. W Kopaszewie koło Kościana prowadził wzorowe gospodarstwo, wielokrotnie otrzymując nagrody na wystawach krajowych i międzynarodowych za pochodzące z niego produkty. Był zamiłowanym sadownikiem. Działał w Centralnym Towarzystwie Gospodarczym, kółkach rolniczych, przewodniczył Towarzystwu Rolniczemu w powiecie kościańskim. Członek korespondent Galicyjskiego Towarzystwa Gospodarskiego (1872–1892).
W działalności politycznej był związany ze emigracyjnym środowiskiem katolickim, z którym kontakt nawiązał jeszcze w Paryżu. Jego dwór w Kopaszewie był ogniskiem życia katolicko-polskiego oraz miejscem zamieszkania wielu byłych emigrantów. Był organizatorem pielgrzymki polskiej do Watykanu w 1877 roku, która miała stanowić manifestację polskiej walki o własną kulturę, której chrześcijaństwo i związki z papiestwem były istotnym elementem. W r. 1881 znowu poprowadził poznańską pielgrzymkę do Rzymu,Od 1895 członek prezydium Sodalicji Mariańskiej w Poznaniu. Aktywnie walczył o powrót jezuitów do Wielkopolski. Wspólnie z żoną hojnie uposażył kościański klasztor Sióstr Miłosierdzia. Po śmierci swego szwagra Jana Koźmiana i Kajetana Piotra Morawskiego był uważany za czołową postać tzw. obozu ultramontańskiego. Głosił konieczność bezwzględnego posłuszeństwa Kościołowi, a walkę narodową popierał o tyle o ile była popierana przez Kościół. Stąd szerzej zaangażował się w życie polityczne dopiero w okresie Kulturkampfu. Zorganizował  wówczas w Poznaniu, Gnieźnie i Toruniu szereg wieców katolickich. W latach 1881–1887 był deputowanym do niemieckiego Reichstagu V i VI kadencji, gdzie był członkiem Koła Polskiego.  W październiku 1881 roku uzyskał mandat posła z okręgu wyborczego Krobia (Kröben), zdobywając 66,73% głosów; wygrał także powtórnie w październiku 1884 roku, uzyskując 65,77% głosów. Po śmierci brata Stanisława od 1902 zasiadał w pruskiej Izbie Panów. W Izbie działał na rzecz obrony polskich interesów narodowych, występując m.in. przeciw dodatkom kresowym dla urzędników pruskich (1903) oraz ustawom wywłaszczeniowym (1908). W listopadzie 1912 przewodniczył także  wielkiemu wiecowi protestacyjnemu przeciw wywłaszczeniu w Inowrocławiu. Swoje stanowisko w sprawach politycznych wielokrotnie prezentował artykułach w "Kurierze Poznańskim", "Czasie" i "Dzienniku Poznańskim". Wzywał do solidarności społeczeństwa na gruncie polityki polsko-katolickiej, opowiadał się za sojuszem taktycznym z niemiecką partią Centrum. Występując w obronie godności narodowej przestrzegał zarazem przed drażnieniem władz pruskich. Był zdecydowanym przeciwnikiem pojedynków, w tym celu założył a następnie stanął na czele Ligę obrony czci i honoru zwalczającej pojedynki. W tym celu wydał także dwie broszury "O pojedynkach" (1902) i "Pojedynki a Liga ku ochronie czci i honoru" (1911). 
Miał zainteresowania historyczno-wojskowe, m.in. ogłosił drukiem pamiętniki swego ojca.
Umarł po ciężkiej chorobie, na raka żołądka.

## Odznaczony
W 1883 otrzymał komandorię orderu Grzegorza Wielkiego za zasługi dla Kościoła. 

## Rodzina i życie prywatne
Pochodził z zamożnej rodziny ziemiańskiej. Był najmłodszym synem Dezyderego i Antoniny z Grudzińskich. Miał rodzeństwo: braci Stanisława (1821-1902), Tadeusza (1824-1879) oraz siostry Zofię (1824-1853), żonę Jana Koźmiana (1814-1877) i Józefę (1838-1894), późniejszą zakonnicę Sacré-Coeur w Poznaniu. 16 lipca 1862 w Czerwonej Wsi koło Kościana ożenił się z Anną Chłapowską herbu Dryja (1843–1919). Mieli czterech synów: Stanisława (1863-1929), posła na Sejm II RP Kazimierza (1872-1923), Mieczysława (1874-1939) i Mariana (1885-1932) oraz cztery córki: Marię (1866-1932) żonę Ksawerego Franciszka Krasickiego (1853-1915), Zofię (1869-1961), żonę Bronisława Korwin-Szlubowskiego (1855-1939), Józefę (1870-1945), żonę Wacława Chościak-Popiela (1879-1940) i Ludwikę (1877-1939).